# Polityka mikroekonomiczna
Polityka mikroekonomiczna – dziedzina polityki gospodarczej, obejmująca działania mające na celu:
1. Ochronę istnienia, zapewnienie powstania oraz funkcjonowania rynków w tych sferach, w których są one w stanie zapewnić efektywną produkcję;
2. Korygowanie wskazywanych przez teorię mikroekonomii różnych nieefektywności w funkcjonowaniu rzeczywistych rynków;
3. Zapewnienie sprawiedliwego podziału majątku między jednostki (gospodarstwa domowe) oraz zagwarantowanie podaży dóbr pożądanych społecznie.

- Ad. 1. Polityka mająca na celu ochronę istnienia i prawidłowego funkcjonowania rynków odzwierciedla koncepcję państwa minimalnego, czyli obejmuje te jego funkcje, które w opinii największych nawet zwolenników rynku państwo powinno spełniać.
- Ad. 2. Działania polegające na korygowaniu mechanizmu rynkowego podejmowane są nawet na hipotetycznie doskonałym rynku z powodu istnienia efektów zewnętrznych, dóbr publicznych, kosztów transakcji i asymetrii informacji. Stosuje się je również w sytuacjach, gdy rzeczywiste rynki odbiegają od modelu konkurencji doskonałej, a zwłaszcza gdy występują na nich takie zjawiska jak: korzyści skali, bariery wejścia i wyjścia, czy zmowy monopolistyczne.

Wyróżnia się następujące rodzaje polityki mikroekonomicznej:
- polityka rolna
- polityka przemysłowa

Ogólnie mówiąc polityka mikroekonomiczna jest ukierunkowana na poprawę konkurencyjności gospodarki i zwiększenie jej ogólnej efektywności. Powinna więc uruchamiać samonapędzające się procesy rozwojowe przez unowocześnianie i rozwijanie potencjału produkcyjnego, podnoszenie jego jakości i konkurencyjności, przy jednoczesnym zapewnianiu możliwie wysokiego stopnia jego wykorzystania. Przejawy tej polityki powinny skupiać się na zachowaniach mikropodmiotów, na ich rynkowych strategiach, na promowaniu i wspieraniu procesów adaptacyjno-rozwojowych w mikroskali.